# Retroculus
Retroculus là một chi cá trong họ họ Cá hoàng đế (Cichlidae). Trong số 4 loài đã được miêu tả của chi này, 2 loài là bản địa của các sông ở đông nam lưu vực Amazon thuộc Brasil, trong khi loài còn lại là loài bản địa của các sông ở Amapá (Brazil) và Guiana thuộc Pháp. Đây là chi duy nhất trong phân họ Retroculinae. Chúng có bề ngoài tương tự như Geophagus.

## Các loài
Có bốn loài được công nhận trong chi này:
- Retroculus acherontos Landim, C. L. R. Moreira & C. A. Figueiredo, 2015[1]
- Retroculus lapidifer (Castelnau, 1855)
- Retroculus septentrionalis J. P. Gosse, 1971
- Retroculus xinguensis J. P. Gosse, 1971